# 1841 na música

## Nascimentos
| Data          | Nome           | Profissão  | Nacionalidade     | Observações | Ref |
| ------------- | -------------- | ---------- | ----------------- | ----------- | --- |
| 8 de Setembro | Antonín Dvořák | compositor | Império Austríaco | m. 1904     |     |

## Mortes
| Data            | Nome               | Profissão                    | Nacionalidade | Observações | Ref |
| --------------- | ------------------ | ---------------------------- | ------------- | ----------- | --- |
| 17 de Fevereiro | Ferdinando Carulli | compositor                   | Itália        | n. 1770     |     |
| 27 de Agosto    | Ignaz von Seyfried | músico, maestro e compositor | Áustria       | n. 1776     |     |